# حادثه هوایی خط هرایزون ایر ۲۰۱۸
در ۱۰ اوت ۲۰۱۸، یک هواپیمای هوریزن ایر بمباردیه دش-۸ کیو۴۰۰ از فرودگاه بین‌المللی سیاتل-تاکوما در سی تک، واشینگتن به سرقت رفت. سارق، ریچارد راسل ۲۹ ساله، یک مأمور سرویس زمینی هوریزن ایر بود که تجربه خلبانی نداشت. پس از شروع پرواز، دو جنگنده مک‌دانل داگلاس اف-۱۵ ایگل اقدام به رهگیری او کردند. کنترل ترافیک هوایی سی تک که با راسل تماس گرفت بود، او را مردی در هم شکسته و نامتعادل توصیف کرده‌است. تقریباً یک ساعت و ۱۵ دقیقه پس از برخاستن، راسل با سقوط عمدی هواپیما در جزیره پرجمعیت کرتون آیلند، واشینگتن در پیوجت ساند خودکشی کرد.

## هواپیما
هواپیما این حادثه یک Bombardier Dash 8 Q400 بود که متعلق به شرکت Horizon Air (که برای هواپیمایی آلاسکا کار می‌کرد) با ثبت N449QX و شماره سریال ۴۴۱۰. این هواپیما نخستین بار در سال ۲۰۱۲ به پرواز درآمد و در همان سال به شرکت Horizon Air تحویل داده شد. همین هواپیما بعد از یک پرواز ضمن خدمت از ویکتوریا، بریتیش کلمبیا ، ساعت ۱۳:۳۵ به وقت محلی در فرودگاه بین‌المللی سیاتل تاکوما به زمین نشست. قرار نبود آن روز دوباره پرواز کند.

## حادثه

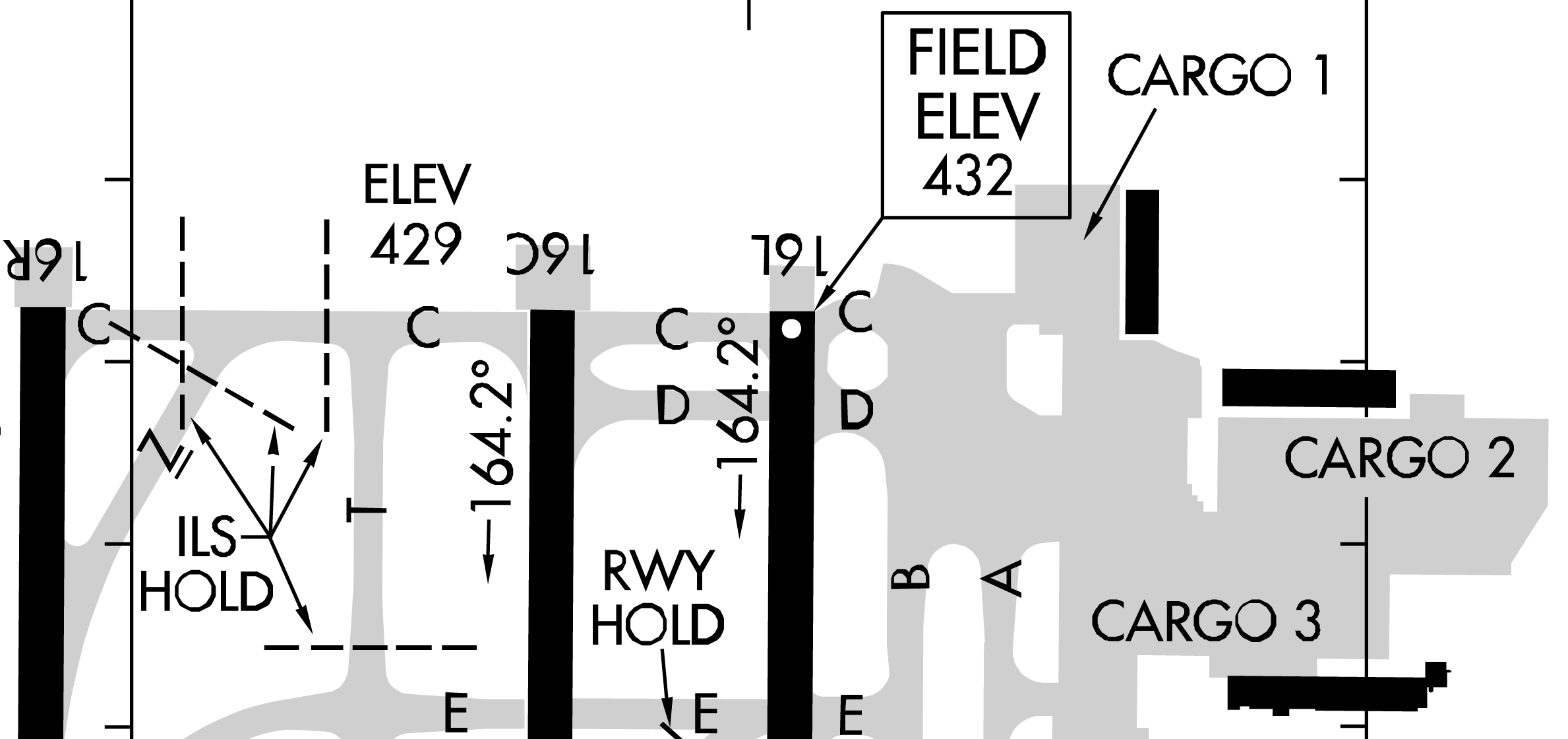
نمودار انتهای شمالی سیاتل تاکوما بین‌المللی، موقعیت مکانی کارگو ۱ و باند فرودگاه 16C را نشان می‌دهد.

این هواپیما از هواپیمای کارگو ۱ در انتهای شمالی فرودگاه دریایی تاک به سرقت رفته و از طریق تاکسی‌ها به باند 16C مانور داده شده‌است. برج کنترل سیاتل چندین بار سعی کرد هواپیما را شناسایی کند ولی هیچ جوابی دریافت نکرد یک جت هواپیمایی آلاسکا در نزدیکی زمین گزارش داد که این هواپیما با حرکت نا متعادل در حال برخاستن است، و پرواز غیرمجاز در ساعت ۱۹:۳۲ به وقت محلی (۰۲:۳۲ UTC، ۱۱ اوت) انجام شد. در پاسخ، دو جنگنده McDonnell Douglas F-15C Eagles
در ساعت ۲۰:۱۵ به وقت محلی از پایگاه گارد ملی هوایی پورتلند برای رهگیری به پرواز درآمدند. هر دو جنگنده به موشکهای AIM-9 سایدوایندر و AIM-120 آمرام موشک‌های هوا به هوا مافوق صوت مسلح بودند. یک تانکر سوخت‌گیری سوخت Krato-135R Stratotanker نیز از پایگاه نیروی هوایی Fairchild برای پشتیبانی از پرواز F-15 اعزام شد. پروازهای ورودی و خارج از فرودگاه نیز موقتاً به حالت تعلیق درآمد.
کنترل ترافیک هوایی سیاتل-تاکوما (ATC) ارتباط رادیویی با سرنشین را برقرار کرد. اطلاعات بدست آمده به سرعت در وب سایت‌ها و رسانه‌های اجتماعی ارسال شد. او گفت که او "یک مرد شکسته خورده‌است، و حدس می‌زنم چندتا دسته گل به آب دادم. تا حالا متوجه آن‌ها نبودم " هنگامی که ATC پیشنهاد کرد هواپیما در پایگاه مشترک لوئیز - مک کورد فرود بیاورد، سرنشین امتناع کرد: "اگر آنجا فرود بیاییم این بچه‌ها من رو خفه خواهند کرد. من فکر می‌کنم اونجا رو هم بهم خواهم ریخت. من نمی‌خواهم این کار را بکنم. " او از ATC سؤال کرد که در صورت فرود آوردن هواپیما، می‌تواند به عنوان خلبان با خطوط هوایی آلاسکا کار کند. ATC گفت که "اگر شما بتوانید این کار را انجام دهید، به شما کار می‌کنم.". در جواب او گفت نه، من یک مرد سفیدپوست هستم. " و از انجام مانورهای خاص در پرواز برای جلب توجه صحبت کرد. وی اظهار داشت که نمی‌خواهد به کسی آسیب برساند، و در دقایق پایانی ارتباطات از دوستان و خانواده خود عذرخواهی کرد. او در بخش پایانی پرواز، هواپیما را با انجام عملیات آکروباتیک بر فراز Puget Sound که فیلم‌هایی آن در رسانه‌های اجتماعی نیز منتشر شده‌اند. به پرواز درآورد. یک خلبان کهنه کار گفت: این مانورها «به نظر خوب اجرا شده‌اند، بدون اینکه هیچ واماندگی یا فشار بیش از حدی ایجاد شود» هنگامی که یک کنترل‌کننده هوایی درخواست کرد هواپیما را پس از این مانورها فرود آورد، گفت: «نمی‌دانم. من نمی‌خواهم. امیدوار بودم این جوری می‌شد» وی افزود که «واقعاً برنامه ای برای فرود ندارم.»
دو فروند F-15 تلاش کردند هواپیما را به سمت اقیانوس آرام هدایت کنند و به سمتش شلیک نکنند. Q400 سرانجام در ساعت ۲۰:۴۳ به وقت محلی در جزیره کترون در شهر پوگت ،ایالت پیرس، واشینگتن سقوط کرد و سرنشین آن را کشته شد و هواپیما را منهدم گردید. یک خدمه قایق موتوری اولین کسی بود که به محل رسید. آتش نشانان مناطق مجاور تقریباً ۱٫۵ ساعت پس از حادثه به این جزیره رسیدند، دلیل آن هم انتظار برای رسیدن کشتی جزیره Steilacoom-Anderson بود. تا رسیدن آتش نشانان حدود دو هکتار از اراضی منطقه به دلیل حادثه از بین رفته بود و خاموش کردن آتش تا صبح روز بعد طول کشید

## تحقیق و بررسی
دفتر کلانتری شهرستان پیرس هر دو به دلیل اطلاعات دقیق از عموم مردم تشکر کرد و در ۱۱ اوت اذعان کرد که سازمان‌های فدرال تحقیقات را انجام دهند بر روی موضوع تحقیق خواهند کرد دفتر شعبه سیاتل اف‌بی‌آی گفت جنایت تخلف، شناسایی شده‌است و ریچارد راسل ۲۹ ساله بوده، و عمل او را خودکشی توصیف کرد و گفت که اقدامات وی به معنای «یک حادثه تروریستی» نیست. مدیر عامل گروه هوایی آلاسکا، برد تیلدن در همان روز اعلام کرد که این شرکت هواپیمایی با دولت فدرال هواپیمایی، FBI و هیئت ایمنی حمل و نقل ملی هماهنگی بوده و «و هر تلاشی که از دستمان بربیایید رای کشف اتفاقات انجام خواهیم داد.» در ۱۲ اوت، FBI گفت که جعبه سیاه پرواز را به همراه مکالمات ضبط شده کابین خلبان را بازیابی کرده‌است و این تجهیزات برای پردازش به هیئت ملی ایمنی حمل و نقل ارسال شده‌است.
در ۹ نوامبر، اف‌بی‌آی اظهار داشت که تحقیقات خود را به اتمام رسانده‌است. تروریستی بودن حادثه رد شد و مشخص شد که راسل به تنهایی عمل کرده‌است. سقوط نهایی در جزیره کترون به عمدی بوده و خودکشی محسوب می‌شود. FBI اظهار داشت: «مصاحبه با همکاران کاری، دوستان و خانواده - و بررسی پیامهای متنی که در هنگام حادثه با راسل رد و بدل شده‌اند» هیچ نشانی از انگیزه‌های ترویستی و جناحی را نشان نمی‌دهد. هرچند محققان هیچ نشان صریحی مانند عوامل شخصی یا استرس یا پس زمینه شخصی در زندگی او را نتوانستند به عنوان عامل این حادثه شناسایی کنند.

## مجری
ریچارد راسل کارگزار خدمات زمینی Horizon Air از سامنر، واشینگتن بود. وی حدود چهار سال بخشی از تیم باری بود فرودگاه مشغول به کار بوده‌است. یکی از مسئولان نظارت عملیاتی شرکت Horizon Air راسل را «مرد ساکت» توصیف کرد که «مورد پسند سایر کارگران» قرار گرفت. راسل در طول ارتباط خود با برج کنترل ترافیک هوایی در زمان حادثه، شکایتی در مورد دستمزدها کرد.
راسل کی وست، فلوریدا متولد شده و در هفت سالگی به
واسیلا نقل مکان کردند دوران دبیرستانش در واسیلا گشته و به ورزش کشتی می‌پرداخته‌است. دوستان و خانواده او را به نام "Bebo" می‌نامیدند. او از سال ۲۰۱۲ ازدواج کرده بود. وی در سال ۲۰۱۱ با همسرش در یک اردوگاه جنگ صلیبی برای مسیح در کالج جامعه جنوب غربی اورگان آشنا شده بود. آنها با هم یک نانوایی در North Bend , Oregon راه اندازی کردند. و در سال ۲۰۱۵ برای این که همسرش نزدیک تر به خانواده اش زندگی کند آن نانوایی را فروختند؛ و در سامنر، واشینگتن مستقر شدند و راسل در Horizon Air استخدام شد. او یک مسافر مشتاق بود و در دانشگاه جهانی واشینگتن دانشگاه شرکت می‌کرد، در رشته علوم اجتماعی فعالیت می‌کرد. او برنامه‌ریزی کرده بود که پس از دریافت مدرک خود، به دنبال موقعیت مدیریتی در Horizon Air باشد یا به عنوان یک افسر نظامی فرصت شغلی بیابد. وی در کلیسای خود فعال بود.
مدیر عامل شرکت Horizon Air، گری بک اظهار داشت که تا آنجا که این شرکت می‌دانست، راسل مجوز خلبانی ندارد. بک گفت که مانورهای هوایی «باورنکردنی» بوده‌اند و او «نمی‌داند چگونه [راسل] چگونه به تجربه انجام این مانورها دست پیدا کرده‌است.» در طول حادثه راسل به کنترل برج مراقبت پرواز گفت بود که او می‌داند چه کار می‌کند و قبلاً تجربه این کارها را در بازی‌های ویدیوی را داشته‌است. پس از این حادثه، جوئل مونتیت، خلبان هواپیمایی SkyWest گفته که راسل و یک فرد دیگر را در حال تمرین در یک دستگاه شبیه‌ساز پرواز که در فرودگاه Sea-Tac وجود دارد دیده‌است که به او گفته شده بود که در حال آموزش برای نیروهای کمکی در حال استفاده از دستگاه اند ولی همین که او را دیدند دستگاه را ترک کردند. مونتیت همچنین یادآوری کرد که راسل در کابین خلبان Embraer 175 با او بوده‌است و راسل از او دربارهٔ «جریان‌های هوایی» سؤال کرده‌است، این همان چیزهای است که برای آماده‌سازی مقدماتی برای برخاستن لازم است.
خانواده راسل در ۱۱ اوت بیانیه ای را منتشر کردند و اظهار داشتند که آنها «مبهوت و دل شکسته» و «ویران شده از حوادث» اند.